# Athroisma pusillum
Athroisma pusillum là một loài thực vật có hoa trong họ Cúc. Loài này được T.Erikss. mô tả khoa học đầu tiên năm 1995.